# Agersted Sogn
Agersted Sogn er et sogn i Brønderslev Provsti (Aalborg Stift).
I 1903 blev Agersted Kirke opført som filialkirke, og Agersted blev et kirkedistrikt i Voer Sogn, som hørte til Dronninglund Herred i Hjørring Amt. 1. september 1995 blev Agersted Kirkedistrikt udskilt som Agersted Sogn. Voer sognekommune var ved kommunalreformen i 1970 indlemmet i Dronninglund Kommune, som ved strukturreformen i 2007 indgik i Brønderslev Kommune.
I sognet findes følgende autoriserede stednavne:
- Agersted (bebyggelse)
- Agersted Bakker (areal, bebyggelse)
- Agersted Fælled (bebyggelse)
- Agerstedskov (bebyggelse)
- Bymose (bebyggelse)
- Båndhagen (bebyggelse)
- Enodden (bebyggelse)
- Gammel Agersted (bebyggelse)
- Kæret (bebyggelse)
- Overgård (bebyggelse)
- Skellet (bebyggelse)
- Søndergård (bebyggelse)
- Togårde (bebyggelse)
- Vestergårde (bebyggelse)
- Østerenge (bebyggelse)